# Sven Larsson (politiker)
Sven Bernhard Larsson i riksdagen kallad Larsson i Varberg, född 11 november 1883 i Lindbergs socken, Hallands län, död 4 juli 1955 i Varberg, var en svensk socialdemokratisk politiker.
Sven Larsson var född i ett jordbrukarhem i Lindbergs socken, men familjen flyttade i hans barndom till Varberg, där fadern fick arbete som "månadskarl". Sven Larsson växte upp med nio syskon. Efter 4 och ett halvt års folkskola fick han som tolvåring arbete som springpojke och blev 15 år gammal murarlärling. Sven Larsson blev som nittonåring ordförande i en lokal godtemplarloge och valdes 1904 till ordförande i Varbergs arbetarekommun. 1916 invaldes han i Varbergs stadfullmäktige. Han var också stadsfullmäktiges ordförande i Varbergs stad 1927–1946.
Larsson var även aktiv som studiecirkelledare inom arbetarrörelsen med skönlitteratur som sitt främsta intresse. Viktor Rydberg hörde till hans favoritförfattare, och han höll även föredrag om honom.
Larsson var ledamot av riksdagens första kammare från 1935 till 1950 i valkretsen Kronobergs och Hallands län. Här valdes han genast till suppleant i statutskottet och blev 1942 ordinarie ledamot. Det dröjde till 1941 innan han höll sitt första riksdagstal, där han angrep förslaget på värntjänstutbildning för skolungdom, med hänvisning till de organisationer för att fånga upp ungdomars försvarintresse som redan fanns och framhöll att han inte var någon motståndare till försvaret. Sven Larsson höll generellt sett en sparsamhets vänlig linje i riksdagen, 1944 avstyrkte han anslag till landsmålsforskningen med uttalande om skepis mot hela verksamhetsområdet. Mer positiv var dock Larsson till anslag till folkskolorna. Han gick även i bräschen för 1949 års prästlönereglering.